# The Men in Black (quadrinhos)
The Men in Black é uma história em quadrinhos americana criada e escrita por Lowell Cunningham, ilustrada por Sandy Carruthers e publicada originalmente pela Aircel Comics. Mais tarde, Aircel seria comprada pela Malibu Comics, que foi comprada pela Marvel Comics. Três edições foram publicadas em 1990, e outras três, no ano seguinte.
Foi adaptado para o filme Men in Black, que foi um sucesso comercial e crítico, levando a três sequências e vários spin-offs, além de uma série de tie-in one-shot, histórias em quadrinhos da Marvel. Cunningham teve a ideia dos quadrinhos quando um amigo o apresentou ao conceito de governo "Homens de preto" ao ver uma van preta andando pelas ruas.

## História da publicação
A primeira série consistiu em três edições e foi publicada em 1990 pela Aircel Comics, de janeiro a março de 1990. Após a aquisição da Aircel pela Malibu Comics, uma segunda série apareceu, The Men in Black Book II # 1-3 (Maio a julho de 1991).[carece de fontes?] Malibu foi comprado pela Marvel Comics em 1994 e, quando o filme Men in Black foi lançado, a Marvel publicou uma série de cenas únicas em 1997, incluindo uma prequel, uma continuação,[carece de fontes?] uma adaptação para cinema, e uma reimpressão da primeira edição da minissérie Aircel original.
A primeira série ganhou uma edição encadernada (junho de 1990, ISBN 0944735606).[carece de fontes?]

## Enredo
The Men in Black é uma organização internacional de inteligência que supervisiona e investiga as atividades paranormais do bem e do mal na Terra. Sua missão inclui vida alienígena, demônios, mutantes, zumbis, lobisomens, vampiros, criaturas lendárias e outros seres paranormais. Para manter suas investigações secretas, grande parte da população global não tem conhecimento de suas atividades e é passível de ser neuralizada para anular sua memória de qualquer interação com os agentes.
Membros notáveis incluem Zed, Jay, Kay e Ecks, mais tarde, Ecks se torna um agente desonesto depois de descobrir a verdade por trás do MiB, que é procurar manipular e remodelar o mundo à sua própria imagem, mantendo oculto o sobrenatural.
Um agente pode usar todos os meios necessários, incluindo morte e destruição, para cumprir uma missão. Os agentes cortam todos os laços com suas vidas anteriores e (graças ao neuralizador), no que diz respeito ao mundo, eles não existem.

## Adaptações
A partir do lançamento do filme Men in Black, de 1997 a série foi adaptada a uma ampla variedade de mídias, gerando uma franquia inteira. Estrelado por Will Smith e Tommy Lee Jones, o filme provou um enorme sucesso de bilheteria para a Columbia Pictures e a Amblin Entertainment, resultando em duas sequências: Men in Black II e Men in Black 3.
A popularidade dos filmes posteriormente levou a muitos vínculos e spin-offs, incluindo uma série animada de outubro de 1997 a junho de 2001 intitulada Men in Black: The Series, romantizações, trilhas sonoras de cada filme, videogames e um passeio pelo parque de diversões. Um spin-off foi lançado em 14 de junho de 2019, intitulado Men in Black: International. Continua o universo dos três primeiros filmes, em vez de adaptar o material original da série de quadrinhos de 1990.
Apesar de compartilhar a mesma premissa básica, as várias adaptações diferem muito da série de quadrinhos original. Algumas dessas diferenças incluem: a organização secreta monitora exclusivamente a atividade extraterrestre na Terra, omitindo os outros elementos paranormais; a organização usa apagamento da memória em vez de matar testemunhas; o principal objetivo da agência é manter a ordem na Terra em vez de direcioná-la e o Agente J é um Homem afro-americano em vez de um homem loiro caucasiano. O tom da série foi iluminado, trocando a abordagem sombria e cínica dos quadrinhos por comédia.